# Poplin (Missouri)
Poplin ist eine ehemalige Stadt in Stoddard County, im Bundesstaat Missouri.
Von 1884 bis 1886 hatte der Ort ein Postamt. Namensgeber war G. L. Poplin.

## Nachweise
1. ↑  Poplin. In: Geographic Names Information System. United States Geological Survey, United States Department of the Interior (englisch).
2. ↑  Post Offices. Jim Forte Postal History, abgerufen am 26. Dezember 2016.
3. ↑  Stoddard County Place Names, 1928–1945. The State Historical Society of Missouri, abgerufen am 26. Dezember 2016.

Koordinaten: 36° 47′ N, 90° 9′ W